# Rathaus Abtei

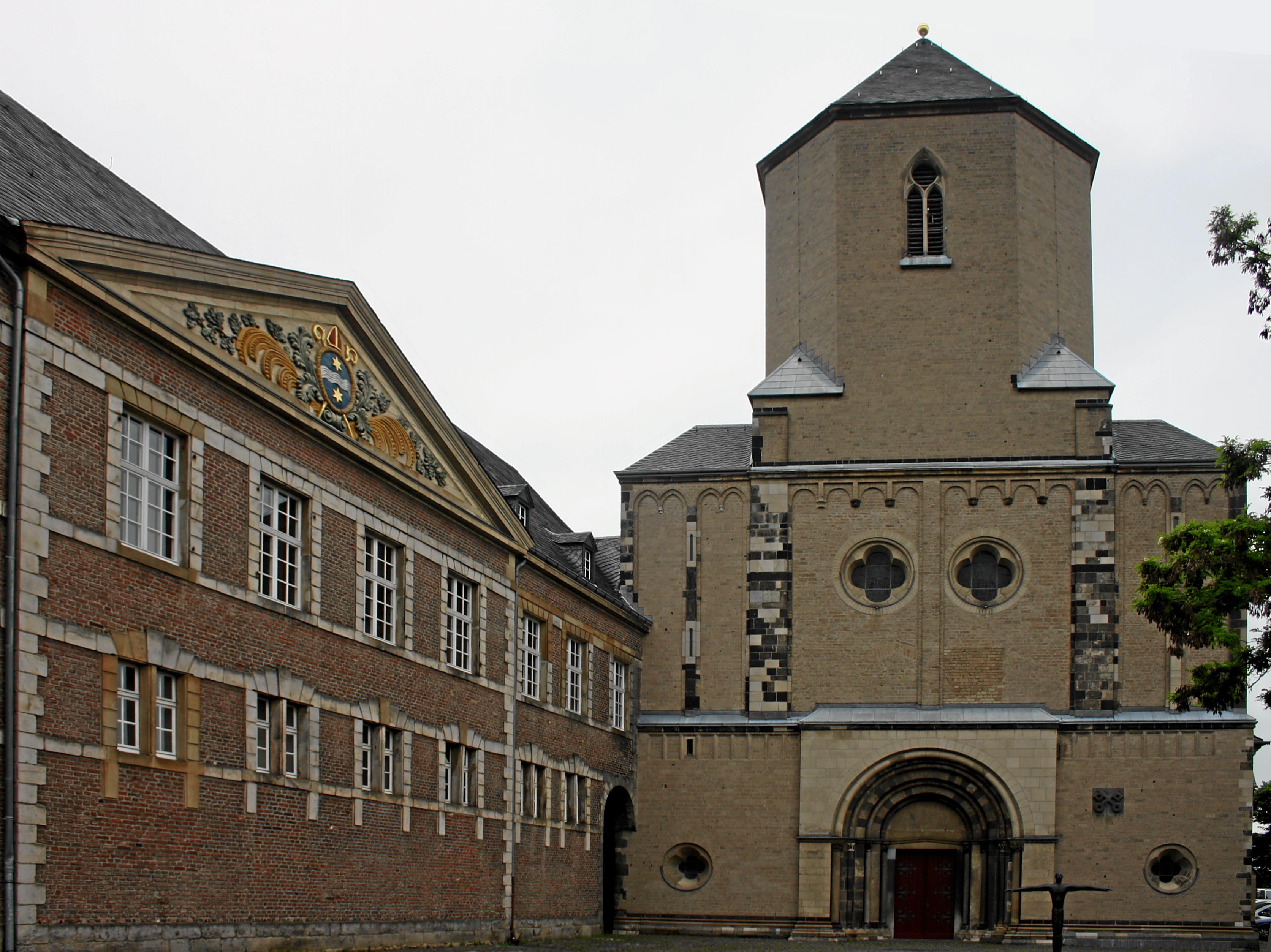
Südflügel der Abteigebäude und Westturm der Münsterkirche

Das Rathaus Abtei befindet sich in den Klostergebäuden der ehemaligen Benediktinerabtei St. Vitus Gladbach auf dem Mönchengladbacher Abteiberg, in der Rathausstraße 1. Es ist heute Dienstsitz des Oberbürgermeisters der Stadt Mönchengladbach.

## Geschichte
Der Bau der Abtei begann im Jahre 1663 und wurde um das Jahr 1705 beendet. Im Jahr 1802 wurde das Kloster nach der Besetzung durch französische Truppen säkularisiert und zwischen 1805 und 1835 als Spinnereibetrieb genutzt. 1835 kaufte die Stadt das Hauptgebäude und nutzte es, nach Abriss des alten Rathauses auf dem Markt, als Amtsräume für die Stadtverwaltung. Nach und nach wurden auch alle anderen Gebäude der früheren Abtei von der Stadt angekauft und bis heute für Teile der städtischen Verwaltung genutzt.

## Denkmalbeschreibung
Das "Rathaus Abtei" liegt unmittelbar nordwestlich des Münsters St. Vitus am westlichen Hang des Abteibergs. Es handelt sich um ein zweigeschossiges, mit seinen vier Gebäudetrakten um einen rechteckigen Innenhof gruppiertes Gebäude aus Ziegelsteinmauerwerk über Bruchsteinsockel aus Liedberger Sandstein und unter Satteldach in altdeutscher Schiefereindeckung, z. T. mit sehr kleinen Satteldachgauben.

### Nordflügel
Das älteste Bauteil ist der siebenachsige Nordflügel mit dem mittelaxial gelegenen Durchfahrtsportal in der dem Markt zugekehrten Schaufassade.

### Westflügel und Südflügel
Das auf der rechten Seite risalitartig vorspringende, zweiachsige Bauteil ist die Giebelseite des rechtwinklig anschließenden Westflügels, der ebenso wie der ebenfalls rechtwinklig anschließende Südflügel erst unter Abt Petrus Knor (1703–1725) entstanden ist.

### Innenhof
Durch das barocke Durchfahrtsportal (Drachenfels-Trachyt) betritt man den rechteckigen Innenhof. An seiner Nordseite ist eine Laube aus jeweils drei den Torweg flankierenden Gewölbejochen angeordnet.

### Ostflügel
Der zum Innenhof 14-achsige Ostflügel ist in seiner Bausubstanz noch rudimentär als mittelalterlich zu bewerten. Die Kellergewölbe des Ratskellers gehören wahrscheinlich noch der ersten Hälfte des 14. Jahrhunderts an.
Das Rathaus Abtei ist einschließlich der umgebenden, aus Rathausplatz und Münsterplatz gebildeten Freiflächen und der aufgrund der Hanglage bastionsartig ausgebildeten Stützmauern mit den Zugangstreppen zur Weiherstraße und zum Geropark hin als denkmalwert einzustufen.
Die Anfang des 20. Jh. von Emil Hollweg aus Muschelkalk geschaffene Skulptur des legendären Grafen Balderich, die auf dem auslaufenden Mauerstück zwischen Weiherstraße und Rathausstraße steht und sich dem Marktplatz zuwendet ist, ist Bestandteil des geschützten Denkmals.
Das Objekt ist bedeutend für die Geschichte des Menschen, für Städte und Siedlungen.
An seiner Erhaltung und Nutzung besteht ein öffentliches Interesse aus wissenschaftlichen, kunsthistorischen, bau-/architekturhistorischen, stadthistorischen und städtebaulichen Gründen.
Das Gebäude wurde unter Nr. R 018 am 24. September 1985 in die Denkmalliste der Stadt Mönchengladbach eingetragen.